# ألبان لاندري
ألبان لاندري هو سياسي كندي، ولد في 17 أكتوبر 1934 في باثرست ‏ في كندا، وتوفي في 4 أغسطس 2013 في Beresford, New Brunswick ‏ في كندا. نشط حزبياً في الجمعية الليبرالية لنيو برونزويك ‏. وقد انتخب عضو الجمعية التشريعية لنيو برونزويك ‏.